# Cerro Tinte
Cerro Tinte är ett berg i Bolivia, på gränsen till Argentina. Det ligger i den södra delen av landet, 400 km söder om huvudstaden Sucre. Toppen på Cerro Tinte är 5 015 meter över havet. Cerro Tinte ingår i Serranía Dulce Nombre.
Terrängen runt Cerro Tinte är kuperad åt sydväst, men åt nordost är den bergig. Trakten runt Cerro Tinte är nära nog obefolkad, med mindre än två invånare per kvadratkilometer.. Det finns inga samhällen i närheten.
Trakten runt Cerro Tinte är ofruktbar med lite eller ingen växtlighet.